# Yeliana
Yeliana es el tercer álbum de estudio de la cantante colombiana Greeicy.
El álbum se caracteriza por el estilo musical variado de Greeicy, donde hay una fusión con ritmos como el reguetón, la balada romántica, el trap latino y el pop. Se destaca por el concepto visual en sus videoclips, donde Greeicy se presenta con su alter ego Yeliana, quien tiene una vida opuesta a la de la intérprete. Dentro de la historia, se puede apreciar la etapa de embarazo de Greeicy. Asimismo, el álbum se estrenó después de su sencillo «Tal vez».
De este álbum, se desprenden algunos éxitos como: «Que me quiera», «Zha» y «De a poco» entre otros. En este álbum, está incluida la participación de Danny Ocean y la participación actoral de Mike Bahía.

## Lista de canciones
| N.º | Título                  | Duración |  |
| 1.  | «Si te hubiera»         | 1:42     |  |
| 2.  | «Que me quiera»         | 2:34     |  |
| 3.  | «Zha» (con Danny Ocean) | 2:20     |  |
| 4.  | «Lokita»                | 2:06     |  |
| 5.  | «Vete»                  | 2:19     |  |
| 6.  | «Tal vez»               | 2:09     |  |
| 7.  | «I Try For You»         | 2:16     |  |
| 8.  | «Química»               | 2:17     |  |
| 9.  | «De a poco»             | 2:58     |  |